# The Red Wolf
Pour plus de détails, voir Fiche technique et Distribution.
The Red Wolf (虎猛威龍, Hu meng wei long) est un film hong-kongais réalisé par Yuen Woo-ping, sorti le 18 mai 1995.

## Synopsis
Sur un luxueux bateau de croisière, des terroristes essaient de voler le plutonium contenu dans le coffre du navire. Ils commencent par assassiner le commandant, mais le chef de la sécurité les surprend et se retrouve poursuivi dans tout le bateau par les terroristes.

## Fiche technique
- Titre : The Red Wolf
- Titre original : 虎猛威龍 (Hu meng wei long)
- Réalisation : Yuen Woo-ping
- Scénario : Ricky Ng
- Musique : Inconnu
- Photographie : Philip Ma Kam-cheung
- Montage : Inconnu
- Production : Robin K. W. Yeung, Danny Lam, Ricky Ng et Victor K.O. Yeung
- Société de production : Hsing Bao Art Screen, Sharp Productions et Sunton Films Production
- Pays d'origine : Hong Kong
- Format : Couleurs - 1,85:1 - Stéréo - 35 mm
- Genre : Action, kung-fu
- Durée : 92 minutes
- Date de sortie : 18 mai 1995 (Hong Kong)

## Distribution
- Kenny Ho : Dragon
- Christy Chung : Christy
- Ngai Sing : Tong San
- Elaine Lui : Elaine
- Ng Sin-si : Sisi
- Robert Samurels : Bobby
- Wu Fung : Mr. Wu
- Mandy Chan : Lam
- Tam Suk-mooi : Sandy
- Yuen Cheung-yan : un passager (caméo)
- Cho Wing : un voyou
- Baan Yun-sang : un voyou
- Ng Yuk-sue : un voyou